# Panabaj
Panabaj es un cantón del municipio guatemalteco de Santiago Atitlán en el departamento de Sololá. 
El 2 de diciembre de 1990, durante la Guerra Civil Guatemalteca, ocurrió en Panabaj la masacre de Santiago. Posterior a esto se dio un edicto presidencial prohibiendo las operaciones militares en la zona.
Durante la Huracán Stan un alud de piedras y lodo cubrió gran parte del cantón borrándolo del mapa, matando a centenas de personas.  